# تشين ليي
تشين ليي (بالصينية: 陈雷) (16 أكتوبر 1985 ببنغبو في الصين - ) هو لاعب كرة قدم صيني في مركز الدفاع. شارك مع منتخب الصين لكرة القدم. أما مع النوادي، فقد لعب مع داليان ييفانغ وشانغهاي غرينلاند شينهوا ونادي تشانغتشون ياتاي ونادي تشونغتشينغ ليانغجيانغ ونادي شنجن.

## روابط خارجية
- تشين ليي على موقع قاعدة بيانات كرة القدم.إي يو (الإنجليزية)
- تشين ليي على موقع ناشيونال فوتبول تيمز (الإنجليزية)
- تشين ليي على موقع Soccerway.com (الإنجليزية)